# Каменна Поляна
Ка́менна Поля́на (рос. Каменная Поляна, башк. Каменная Поляна) — присілок у складі Благовіщенського району Башкортостану, Росія. Входить до складу Новонадеждинської сільської ради.
Населення — 25 осіб (2010; 37 в 2002).
Національний склад:
- росіяни — 51 %
- башкири — 43 %